# Potrero de los Laureles
Potrero de los Laureles är en ort i Mexiko.   Den ligger i kommunen Rosario och delstaten Sinaloa, i den centrala delen av landet, 800 km nordväst om huvudstaden Mexico City. Potrero de los Laureles ligger 78 meter över havet och antalet invånare är 157.
Terrängen runt Potrero de los Laureles är lite kuperad. Runt Potrero de los Laureles är det glesbefolkat, med 15 invånare per kvadratkilometer. Närmaste större samhälle är Matatán, 3,8 km söder om Potrero de los Laureles. I omgivningarna runt Potrero de los Laureles växer i huvudsak lövfällande lövskog.